# Good Night Angel/Love Train
「Good Night Angel/Love Train」（グッド・ナイト・エンジェル/ラブ・トレイン）は、2018年9月26日に発売された浜田省吾38枚目のシングルで、Shogo Hamada & The J.S. Inspirations名義で発売された。

## 概要
2018年秋にスタートしたオフィシャル・ファンクラブコンサート『“Welcome back to The 70's”』と連動したシングルで、1979年に発売されたアルバム『MIND SCREEN』収録曲「グッド・ナイト・エンジェル」と、1977年に発売されたアルバム『LOVE TRAIN』収録の同名曲を、バンドメンバーである『The J.S. Inspirations』と共にレコーディングされた。
初回プレス盤はデジパック仕様となっている。

## 収録曲
| 全作曲: 浜田省吾、全編曲: 星勝。 |                      |          |            |      |
| #                                | タイトル             | 作詞     | 作曲・編曲 | 時間 |
| 1.                               | 「Good Night Angel」 | 浜田省吾 | 浜田省吾   | 6:14 |
| 2.                               | 「Love Train」       | 松本隆   | 浜田省吾   | 4:54 |
| 合計時間:                        | 合計時間:            | 11:08    |            |      |

## 参加ミュージシャン

### The J.S. Inspirations
- Drums：小田原豊
- Bass：美久月千晴
- Pf：河内肇
- Keyboards：福田裕彦
- Guitar：長田進
- Guitar & Vocal：町支寛二
- Saxophone：古村敏比古
- Trombone：清岡太郎
- Trumpet：佐々木史郎
- Vocal：竹内宏美, 中嶋ユキノ